# 高山小蚁蛛
高山小蚁蛛（学名：Micaria alpina）为平腹蛛科小蚁蛛属的动物。分布于全北区以及中国大陆的河北等地，一般栖息于渠边石下。该物种的模式产地在欧洲。